# Ö3 Austria Top 40
Ö3 Austria Top 40 è la classifica musicale ufficiale in Austria. La classifica, sia quella per i singoli che quella per gli album, conta attualmente 75 posizioni.

## Classifiche

### Ö3 Austria Top 40 Singles
Il primo singolo in prima posizione nella classifica fu Das ist die Frage aller Fragen di Cliff Richard. Quello di maggior successo è invece Candle in the Wind 1997 di Elton John.
Il singolo austriaco di maggior successo è Anton aus Tirol di DJ Ötzi, che è anche la canzone rimasta più a lungo nella Top 75.

#### Artisti con più singoli in classifica
- Madonna (50 singoli dal 1º febbraio 1985)
- Scooter (45 singoli dal 6 novembre 1994)
- Michael Jackson (35 singoli dal 1º gennaio 1980)
- Rihanna (29 singoli dal 4 settembre 2005)
- Britney Spears (29 singoli dal 13 ottobre 1998)
- David Guetta (27 singoli dal 17 novembre 2006)
- P!nk (26 singoli dall'8 luglio 2001)
- George Michael (26 singoli dal 15 ottobre 1984)
- Bee Gees (26 singoli dal 15 novembre 1967)
- Rolling Stones (26 singoli dal 15 agosto 1965)
- Tina Turner (26 singoli dal 15 dicembre 1973)
- ABBA (25 singoli dal 15 luglio 1973)
- Peter Alexander (25 singoli dal 15 aprile 1965)

#### Artisti con più singoli al numero 1
- The Beatles (8, dal 15 ottobre 1966)
- Boney M. (6, dal 15 settembre 1976)
- Christina Stürmer (5, dal 6 aprile 2003)
- Rainhard Fendrich (5, dal 1º agosto 1981)
- Rihanna (5, dal 22 giugno 2007)

#### Maggior numero di settimane complessive in vetta
- Boney M. (56 settimane)
- The Beatles (40 settimane)
- Rainhard Fendrich (33 settimane)
- Rednex (33 Wochen)
- Lady Gaga (24 settimane)
- DJ Ötzi (23 settimane)
- Smokie (20 settimane)
- Eminem (20 settimane)
- Albert West (20 settimane)

### Ö3 Austria Top 40 Longplay
La classifica degli album più venduti.

### Ö3 Austria Top 20 Compilation
La classifica degli album ad opera di più artisti.

### Ö3 Austria Top 10 DVD
La classifica dei DVD più venduti.